# Stazione di Kayama
La stazione di Kayama (栢山駅?, Kayama-eki) è una stazione ferroviaria situata nella città di Odawara, nella prefettura di Kanagawa, in Giappone, e serve la linea Odakyū Odawara delle Ferrovie Odakyū.

## Linee
Ferrovie Odakyū
● Linea Odakyū Odawara

## Struttura
La stazione è realizzata in superficie, con due marciapiedi laterali e due binari passanti.
| 1 | ● Linea Odakyū Odawara | per Odawara e Hakone-Yumoto              |  |
| 2 | ● Linea Odakyū Odawara | per Sagami-Ōno, Shinjuku e linea Chiyoda |  |

## Stazioni adiacenti
| «                                          | Servizio             | »                    |
| Linea Odakyū Odawara                       | Linea Odakyū Odawara | Linea Odakyū Odawara |
| ------------------------------------------ | -------------------- | -------------------- |
| Kaisei                                     | Locale Semiespresso  | Tomizu               |
| L'espresso e l'espresso rapido non fermano |                      |                      |